# Interkontinentalni kup u hokeju na travi 2001.
Interkontinentalni kup u hokeju na travi 2001. je bio šesti Interkontinentalni kup u športu hokeju na travi.
Bio je izlučnim turnirom za iduće svjetsko prvenstvo 2002.
Održao se od 17. do 29. srpnja 2001. u škotskom gradu Edinburghu.
Krovna organizacija za ovo natjecanje je bila Međunarodna federacija za hokej na travi.

## Sudionici
Zimbabve je odustao u zadnji trenutak pred Interkontinentalni kup, a njegovo mjesto je zauzeo Novi Zeland.
- skupina "A": Indija, Egipat, Novi Zeland, Wales

- skupina "B": Argentina, Bangladeš, Belgija, Francuska

- skupina "C": Čile, Japan, Škotska, Španjolska,

- skupina "D": Kanada, Poljska, Rusija, SAD

## Natjecateljski sustav
Momčadi su u prvom dijelu natjecanja igrali po jednostrukom ligaškom sustavu u četirima skupinama. Za pobjedu se dobivalo 3 boda, za neriješeno 1 bod, a za poraz nijedan bod.

Nakon toga se igralo za poredak. 

## Prvi dio natjecanja - po skupinama
```
utorak, 17. srpnja 2001.
 

 10.00 h  skupina B:  Argentina - Bangladeš          8 : 1 
 13.00 h  skupina B:  Belgija - Francuska            1 : 1 

 15.00 h  skupina D:  Kanada - Poljska               1 : 2 
 17.30 h  skupina D:  Rusija - SAD                   0 : 1 
```

```
srijeda, 18. srpnja 2001.
 

 10.00 h  skupina A:  Egipat - Novi Zeland           1 : 3 
 12.00 h  skupina A:  Indija - Wales                 2 : 1
 
 12.30 h  skupina B:  Bangladeš - Belgija            0 : 5 
 14.30 h  skupina B:  Francuska - Argentina          1 : 2
 
 15.00 h  skupina C:  Čile - Japan                   0 : 4 
 17.00 h  skupina C:  Škotska - Španjolska           0 : 2

četvrtak, 19. srpnja 2001.
 

 10.00 h  skupina A:  Wales - Egipat                 3 : 2 
 12.00 h  skupina A:  Novi Zeland - Indija           1 : 0
 
 12.30 h  skupina D:  SAD - Kanada                   2 : 4 
 14.30 h  skupina D:  Poljska - Rusija               1 : 3 

 15.00 h  skupina C:  Španjolska - Čile              9 : 0 
 17.00 h  skupina C:  Japan - Škotska                2 : 1
```

```
petak, 20. srpnja 2001.
 

 10.00 h  skupina B:  Argentina - Belgija            2 : 1 
 12.00 h  skupina B:  Bangladeš - Francuska          5 : 2
 
 15.00 h  skupina D:  Rusija - Kanada                1 : 3 
 17.00 h  skupina D:  Poljska - SAD                  5 : 1
```

```
subota, 21. srpnja 2001.
 

 10.00 h  skupina A:  Egipat - Indija                1 : 3 
 12.00 h  skupina A:  Novi Zeland - Wales            1 : 0 

 15.00 h  skupina C:  Čile - Škotska                 1 : 5 
 17.00 h  skupina C:  Japan - Španjolska             0 : 5
```

## Poredak nakon 1. kruga
```
skupina A
                                 
skupina B

 Novi Zeland   3 3 0 0 ( 5: 1)  
9
      Argentina     3 3 0 0 (12: 3)   
9
 
 Indija        3 2 0 1 ( 5: 3)  
6
      Belgija       3 1 1 1 ( 7: 3)   
4
 
 Wales         3 1 0 2 ( 4: 4)  
3
      Francuska     3 1 1 1 ( 7: 5)   
4
 
 Egipat        3 0 0 3 ( 4: 9)  
0
      Bangladeš     3 0 0 3 ( 3:18)   
0
 
           

skupina C
                                 
skupina D

 Španjolska    3 3 0 0 (16: 0)  
9
      Poljska       3 3 0 0 (10: 3)   
9
 
 Japan         3 2 0 1 ( 6: 6)  
6
      Kanada        3 2 0 1 ( 8: 5)   
6
 
 Škotska       3 1 0 2 ( 6: 4)  
3
      SAD           3 1 0 2 ( 4: 9)   
3
 
 Čile          3 0 0 3 ( 1.18)  
0
      Rusija        3 0 0 3 ( 1: 4)   
0
```

## Drugi dio natjecanja - po skupinama
```
nedjelja, 22. srpnja 2001.
 
 
 11.00 h  skupina E:  Novi Zeland - Belgija          1 : 1 
 15.00 h  skupina E:  Španjolska - Kanada            1 : 1
 
 13.00 h  skupina F:  Argentina - Indija             5 : 3 
 17.00 h  skupina F:  Poljska - Japan                0 : 0 

 12.30 h  skupina H:  Francuska - Egipat             3 : 1 
 17.30 h  skupina H:  SAD - Čile                     1 : 2

 10.30 h  skupina G:  Wales - Bangladeš              1 : 0 
 15.30 h  skupina G:  Škotska - Rusija               3 : 0 
```

```
ponedjeljak 23. srpnja 2001.
 

 13.00 h  skupina E:  Belgija - Kanada               1 : 0 

 15.00 h  skupina F:  Argentina - Poljska            4 : 1 

 15.30 h  skupina G:  Bangladeš - Rusija             0 : 5 

 17.00 h  skupina H:  Francuska - SAD                2 : 1 
```

```
utorak, 24. srpnja 2001.
 

 11.00 h  skupina E:  Novi Zeland - Španjolska       1 : 3 

 17.00 h  skupina F:  Indija - Japan                 2 : 0 

 15.00 h  skupina G:  Wales - Škotska                1 : 0
 
 13.00 h  skupina H:  Egipat - Čile                  3 : 3 
```

```
srijeda, 25. srpnja 2001.
 

 11.00 h  skupina E:  Kanada - Novi Zeland           3 : 5 
 13.00 h  skupina E:  Belgija - Španjolska           1 : 1
 
 15.00 h  skupina F:  Japan - Argentina              0 : 5 
 17.00 h  skupina F:  Indija - Poljska               1 : 2
 
 13.30 h  skupina G:  Bangladeš - Škotska            0 : 7 
 15.30 h  skupina G:  Rusija - Wales                 2 : 2
 
 11.30 h  skupina H:  Čile - Francuska               2 : 2 
 17.30 h  skupina H:  Egipat - SAD                   2 : 1
```

## Poredak nakon 2. kruga
```
skupina E
                                 
skupina F

 Španjolska    3 1 2 0 ( 5: 2)  
5
      Argentina     3 3 0 0 (14: 4)   
9
 
 Belgija       3 1 2 0 ( 3: 1)  
5
      Poljska       3 1 1 1 ( 3: 5)   
4
 
 Novi Zeland   3 1 1 1 ( 7: 6)  
4
      Indija        3 1 0 2 ( 6: 7)   
3
 
 Kanada        3 0 1 2 ( 2: 7)  
1
      Japan         3 0 1 2 ( 0: 7)   
1
 
           

skupina G
                                 
skupina H

 Wales         3 2 1 0 ( 4: 2)  
7
      Francuska     3 2 1 0 ( 6: 3)   
7
 
 Škotska       3 2 0 1 (10: 1)  
6
      Čile          3 1 2 0 ( 6: 5)   
5
 
 Rusija        3 1 1 1 ( 5: 3)  
4
      Egipat        3 1 1 1 ( 4: 6)   
4
 
 Bangladeš     3 0 0 3 ( 0:13)  
0
      SAD           3 0 0 3 ( 3: 6)   
0
```

## Doigravanje
```
petak, 27. srpnja 2001.
 

za 13.-16. mjesto

 12.30 h  Rusija - SAD                              2 : 3 
 16.00 h  Bangladeš - Egipat                        1 : 2 
```

```
za 9.-12. mjesto

 10.00 h  Wales - Čile                              3 : 2 
 13.00 h  Francuska - Škotska                       3 : 3 
            * Francuska raspucavanjem (5:4)
```

```
HALVE FINALES

 15.00 h  Španjolska - Poljska                      5 : 1 
 17.30 h  Belgija - Argentina                       2 : 4 
```

```
subota, 28. srpnja 2001.
 

za 5.-8. mjesto

 10.00 h  Novi Zeland - Japan                       0 : 1 (produžetci)
 12.30 h  Kanada - Indija                           1 : 2
```

```
za 15. mjesto

 13.30 h  Rusija - Bangladeš                        4 : 2
```

```
za 13. mjesto

 16.00 h  SAD - Egipat                              1 : 2 
```

```
za 11. mjesto

 15.00 h  Čile - Škotska                            4 : 5
```

```
za 9. mjesto

 17.30 h  Francuska - Wales                         2 : 1
```

```
nedjelja, 29. srpnja 2001.
 

za 7. mjesto

 12.30 h  Kanada - Novi Zeland                      0 : 4 
```

```
za 5. mjesto

 13.00 h  Japan - Indija                            3 : 4
```

```
za brončano odličje

 10.00 h  Poljska - Belgija                         5 : 2
```

```
završnica

 15.00 h  Španjolska - Argentina                    4 : 5
```

## Konačna ljestvica
| Mj. | Država      |
| --- | ----------- |
| 1.  | Argentina   |
| 2.  | Španjolska  |
| 3.  | Poljska     |
| 4.  | Belgija     |
| 5.  | Indija      |
| 6.  | Japan       |
| 7.  | Novi Zeland |
| 8.  | Kanada      |
| 9.  | Francuska   |
| 10. | Wales       |
| 11. | Škotska     |
| 12. | Čile        |
| 13. | Egipat      |
| 14. | SAD         |
| 15. | Rusija      |
| 16. | Bangladeš   |

Pravo sudjelovati na Svjetskom kupu 2002. su izborile Argentina, Španjolska, Poljska, Belgija, Indija, Japan i Novi Zeland.
| Interkontinentalni prvaci 2001. |
| ------------------------------- |
| Argentina Prvi naslov           |

## Nagrade
- najbolji igrač: Jorge Lombi (Argentina)
- najveća nada: Laurence Docherty (Škotska)
- najbolji vratar: Bernardino Herrera (Španjolska)

## Vanjske poveznice
- International Hockey Federation